# WTA Bayonne
Il WTA Bayonne è stato un torneo femminile di tennis che si disputava a Bayonne in Francia su campi in cemento indoor e sintetico indoor.

## Albo d'oro

### Singolare
| Anno | Nome del torneo                 | Campionessa               | Finalista         | Punteggio     |
| ---- | ------------------------------- | ------------------------- | ----------------- | ------------- |
| 1989 | Open de la Cote Basque          | Katerina Maleeva          | Conchita Martínez | 6–2, 6–2      |
| 1990 | Tournoi de Bayonne              | Nathalie Tauziat          | Anke Huber        | 6–3, 7–6      |
| 1991 | Open Whirlpool-Ville de Bayonne | Manuela Maleeva-Fragniere | Leila Meskhi      | 4–6, 6–3, 6–4 |
| 1992 | Open Whirlpool Ville de Bayonne | Manuela Maleeva-Fragniere | Nathalie Tauziat  | 6–7, 6–2, 6–3 |

### Doppio
| Anno | Campionesse                          | Finalista                             | Punteggio     |
| ---- | ------------------------------------ | ------------------------------------- | ------------- |
| 1989 | Manon Bollegraf / Catherine Tanvier  | Raffaella Reggi / Elna Reinach        | 7–6, 7–5      |
| 1990 | Louise Field / Catherine Tanvier     | Jo-Anne Faull / Rachel McQuillan      | 7–6, 6–7, 7–6 |
| 1991 | Patricia Tarabini / Nathalie Tauziat | Rachel McQuillan / Catherine Tanvier  | 6–3 ritiro    |
| 1992 | Linda Ferrando / Petra Langrová      | Claudia Kohde Kilsch / Stephanie Rehe | 1–6, 6–3, 6–4 |